# Кубок Джей-лиги 2022
Кубок Джей-лиги 2022 или Кубок YBC Levain 2022 (по причине спонсорства) - 30-й розыгрыш Кубка лиги. Турнир начнётся  24 Февраля 2022 года и продлится до октября.
Всего в розыгрыше примут участие 20 команд из Джей-лиги 1 и Джей-лиги 2.

## Формат
Турнир состоит из двух этапов.
Первый:
Групповой этап, состоящий из 4 групп по 4 команды в каждой. Первые две команды выходят в плей-офф.
Второй:
Плей-офф, состоящий из двух этапов. В первом этапе играют команды, преодолевшие групповой этап. Во втором вступают команды, участницы Лиги чемпионов АФК. Все матчи плей-офф (с 1/8 до 1/2) разыгрываются в два круга (дома и в гостях, с применением правила выездного гола). Финал состоит из одного матча.

## Команды
В этом сезоне на групповом этапе сыграют 16 команд (14 из Джей-лиги 1 и 2 из Джей-лиги 2). Представителями второй лиги стали Оита Тринита и Токусима Вортис, которые покинули высшую лигу в прошлом сезоне, заняв наивысшие места в зоне вылета.
В плей-офф к 4 командам, которые пробились в 1/4 финала, присоединятся ещё 4 участника ЛЧ АФК.
| Джей-лига 1(1) 18 команд сезона 2022 | Джей-лига 2(2) 2 команды сезона 2022 |
| - Кавасаки Фронтале(ПО) - Йокогама Ф.(ПО) - Виссел Кобе(ПО) - Урава Ред Даймондс(ПО) - Касима - Нагоя - Касива - Токио - Ависпа Фукуока - Саган Тосу - Сересо Осака - Хиросима - Саппоро - Киото Санга - Ивата - Сёнан Бельмаре - Симидзу С-Палс - Гамба Осака | - Оита Тринита - Токусима Вортис     |

ПО - команды стартуют с 1/4 финала.

## Групповой этап

### Группа А
| Поз | Команда        | И | В | Н | П | МЗ | МП | РМ | О | Квалификация |
| --- | -------------- | - | - | - | - | -- | -- | -- | - | ------------ |
| 1   | Сересо Осака   | 1 | 1 | 0 | 0 | 3  | 2  | +1 | 3 | Плей-офф     |
| 2   | Касима Антлерс | 0 | 0 | 0 | 0 | 0  | 0  | 0  | 0 | Плей-офф     |
| 3   | Оита Тринита   | 0 | 0 | 0 | 0 | 0  | 0  | 0  | 0 |              |
| 4   | Гамба Осака    | 1 | 0 | 0 | 1 | 2  | 3  | −1 | 0 |              |

#### 1 тур
| Гамба Осака                 | 2:3 | Сересо Осака                        |
| --------------------------- | --- | ----------------------------------- |
| Ямамото 59'; Янагисава 74'. |     | Тамеда 7'; Уэдзо 41'; Накахара 84'. |

| Оита Тринита | -:- | Касима Антлерс |
| ------------ | --- | -------------- |
|              |     |                |

#### 2 тур
| Касима Антлерс | -:- | Сересо Осака |
| -------------- | --- | ------------ |
|                |     |              |

| Оита Тринита | -:- | Гамба Осака |
| ------------ | --- | ----------- |
|              |     |             |

#### 3 тур
| Сересо Осака | -:- | Оита Тринита |
| ------------ | --- | ------------ |
|              |     |              |

| Касима Антлерс | -:- | Гамба Осака |
| -------------- | --- | ----------- |
|                |     |             |

### Группа В
| Поз | Команда            | И | В | Н | П | МЗ | МП | РМ | О | Квалификация |
| --- | ------------------ | - | - | - | - | -- | -- | -- | - | ------------ |
| 1   | Токусима Вортис    | 0 | 0 | 0 | 0 | 0  | 0  | 0  | 0 | Плей-офф     |
| 2   | Нагоя Грампус      | 0 | 0 | 0 | 0 | 0  | 0  | 0  | 0 | Плей-офф     |
| 3   | Симидзу С-Палс     | 0 | 0 | 0 | 0 | 0  | 0  | 0  | 0 |              |
| 4   | Санфречче Хиросима | 0 | 0 | 0 | 0 | 0  | 0  | 0  | 0 |              |

#### 1 тур
| Нагоя Грампус | -:- | Симидзу С-Палс |
| ------------- | --- | -------------- |
|               |     |                |

| Токусима Вортис | -:- | Санфречче Хиросима |
| --------------- | --- | ------------------ |
|                 |     |                    |

#### 2 тур
| Симидзу С-Палс | -:- | Токусима Вортис |
| -------------- | --- | --------------- |
|                |     |                 |

| Санфречче Хиросима | -:- | Нагоя Грампус |
| ------------------ | --- | ------------- |
|                    |     |               |

#### 3 тур
| Нагоя Грампус | -:- | Токусима Вортис |
| ------------- | --- | --------------- |
|               |     |                 |

| Санфречче Хиросима | -:- | Симидзу С-Палс |
| ------------------ | --- | -------------- |
|                    |     |                |

### Группа С
| Поз | Команда           | И | В | Н | П | МЗ | МП | РМ | О | Квалификация |
| --- | ----------------- | - | - | - | - | -- | -- | -- | - | ------------ |
| 1   | Саган Тосу        | 0 | 0 | 0 | 0 | 0  | 0  | 0  | 0 | Плей-офф     |
| 2   | Киото Санга       | 0 | 0 | 0 | 0 | 0  | 0  | 0  | 0 | Плей-офф     |
| 3   | Касива Рейсол     | 0 | 0 | 0 | 0 | 0  | 0  | 0  | 0 |              |
| 4   | Консадоле Саппоро | 0 | 0 | 0 | 0 | 0  | 0  | 0  | 0 |              |

#### 1 тур
| Киото Санга | -:- | Касива Рейсол |
| ----------- | --- | ------------- |
|             |     |               |

| Саган Тосу | -:- | Консадоле Саппоро |
| ---------- | --- | ----------------- |
|            |     |                   |

#### 2 тур
| Киото Санга | -:- | Саган Тосу |
| ----------- | --- | ---------- |
|             |     |            |

| Касива Рейсол | -:- | Консадоле Саппоро |
| ------------- | --- | ----------------- |
|               |     |                   |

#### 3 тур
| Консадоле Саппоро | -:- | Киото Санга |
| ----------------- | --- | ----------- |
|                   |     |             |

| Касива Рейсол | -:- | Саган Тосу |
| ------------- | --- | ---------- |
|               |     |            |

### Группа D
| Поз | Команда        | И | В | Н | П | МЗ | МП | РМ | О | Квалификация |
| --- | -------------- | - | - | - | - | -- | -- | -- | - | ------------ |
| 1   | Ависпа Фукуока | 0 | 0 | 0 | 0 | 0  | 0  | 0  | 0 | Плей-офф     |
| 2   | Сёнан Бельмаре | 0 | 0 | 0 | 0 | 0  | 0  | 0  | 0 | Плей-офф     |
| 3   | Токио ФК       | 0 | 0 | 0 | 0 | 0  | 0  | 0  | 0 |              |
| 4   | Джубило Ивата  | 0 | 0 | 0 | 0 | 0  | 0  | 0  | 0 |              |

#### 1 тур
| Токио ФК | -:- | Джубило Ивата |
| -------- | --- | ------------- |
|          |     |               |

| Сёнан Бельмаре | -:- | Ависпа Фукуока |
| -------------- | --- | -------------- |
|                |     |                |

#### 2 тур
| Джубило Ивата | -:- | Сёнан Бельмаре |
| ------------- | --- | -------------- |
|               |     |                |

| Ависпа Фукуока | -:- | Токио ФК |
| -------------- | --- | -------- |
|                |     |          |

#### 3 тур
| Джубило Ивата | -:- | Ависпа Фукуока |
| ------------- | --- | -------------- |
|               |     |                |

| Токио ФК | -:- | Сёнан Бельмаре |
| -------- | --- | -------------- |
|          |     |                |